# Oswaldella obscura
Oswaldella obscura is een hydroïdpoliep uit de familie Kirchenpaueriidae. De poliep komt uit het geslacht Oswaldella. Oswaldella obscura werd in 1997 voor het eerst wetenschappelijk beschreven door Peña Cantero, Svoboda & Vervoort. 